# Первое правительство Тимошенко
Первое правительство Украины после «Оранжевой революции» и избрания Виктора Ющенко президентом просуществовало с февраля по сентябрь 2005 года. Состав его был крайне разнородным, поскольку Виктор Ющенко попытался удовлетворить претензии на властные полномочия всех своих основных сторонников, представлявших разные политические группировки. Конфликты внутри правительства и между различными ветвями власти начались практически с первого же дня. В руководстве страны наметились три центра власти — правительство (Юлия Тимошенко), Совет национальной безопасности и обороны, полномочия которого специально были расширены (Пётр Порошенко), и секретариат президента (госсекретарь Александр Зинченко).

## Состав Кабинета Министров
В соответствии со статьёй 114 Конституции Украины от 28 июня 1996 г., в состав Кабинета министров Украины входили: премьер-министр Украины, первый вице-премьер-министр, три вице-премьер-министра, министры.
| Должность                                 | Имя                | Имя                   | Начало полномочий | Конец полномочий | Партия                                   |
| ----------------------------------------- | ------------------ | --------------------- | ----------------- | ---------------- | ---------------------------------------- |
| Премьер-министр                           |                    | Юлия Тимошенко        | 4 февраля 2005    | 8 сентября 2005  | Блок Юлии Тимошенко                      |
| Первый вице-премьер-министр               |                    | Анатолий Кинах        | 4 февраля 2005    | 27 сентября 2005 | Партия промышленников и предпринимателей |
| Вице-премьер-министр                      |                    | Олег Рыбачук          | 4 февраля 2005    | 27 сентября 2005 | «Наша Украина»                           |
| Вице-премьер-министр                      | Николай Томенко    | 4 февраля 2005        | 8 сентября 2005   |                  | «Наша Украина»                           |
| Вице-премьер-министр                      | Роман Бессмертный  | 4 февраля 2005        | 27 сентября 2005  |                  | «Наша Украина»                           |
| Министр аграрной политики                 |                    | Александр Барановский | 4 февраля 2005    | 27 сентября 2005 | Социалистическая партия Украины          |
| Министр внутренних дел                    | Юрий Луценко       | 4 февраля 2005        | 27 сентября 2005  |                  | Социалистическая партия Украины          |
| Министр экономики                         |                    | Сергей Терехин        | 4 февраля 2005    | 27 сентября 2005 | «Наша Украина»                           |
| Министр иностранных дел                   | Борис Тарасюк      | 4 февраля 2005        | 27 сентября 2005  |                  | «Наша Украина»                           |
| Министр культуры и искусств               | Оксана Билозир     | 4 февраля 2005        | 16 мая 2005       |                  | «Наша Украина»                           |
| Министр культуры и туризма                | Оксана Билозир     | 16 мая 2005           | 27 сентября 2005  |                  | «Наша Украина»                           |
| Министр обороны                           | Анатолий Гриценко  | 4 февраля 2005        | 30 сентября 2005  |                  | «Наша Украина»                           |
| Министр образования                       |                    | Станислав Николаенко  | 4 февраля 2005    | 27 сентября 2005 | Социалистическая партия Украины          |
| Министр здравоохранения                   |                    | Николай Полищук       | 4 февраля 2005    | 27 сентября 2005 | Беспартийный                             |
| Министр охраны окружающей природной среды |                    | Павел Игнатенко       | 4 февраля 2005    | 27 сентября 2005 | «Наша Украина»                           |
| Министр топлива и энергетики              |                    | Иван Плачков          | 4 февраля 2005    | 27 сентября 2005 | Беспартийный                             |
| Министр промышленной политики Украины     |                    | Владимир Шандра       | 4 февраля 2005    | 27 сентября 2005 | «Наша Украина»                           |
| Министр транспорта и связи                | Евгений Червоненко | 4 февраля 2005        | 28 сентября 2005  |                  | «Наша Украина»                           |
| Министр по делам семьи, детей и молодёжи  | Юрий Павленко      | 4 февраля 2005        | 1 марта 2005      |                  | «Наша Украина»                           |
| Министр по делам молодёжи и спорта        | Юрий Павленко      | 1 марта 2005          | 27 сентября 2005  |                  | «Наша Украина»                           |
| Министр финансов                          |                    | Виктор Пинзеник       | 4 февраля 2005    | 28 сентября 2005 | «Реформы и порядок»                      |
| Министр чрезвычайных ситуаций             |                    | Давид Жвания          | 4 февраля 2005    | 27 сентября 2005 | «Наша Украина»                           |
| Министр юстиции                           | Роман Зварич       | 4 февраля 2005        | 27 сентября 2005  |                  | «Наша Украина»                           |
| Министр труда и социальной политики       | Вячеслав Кириленко | 4 февраля 2005        | 27 сентября 2005  |                  | «Наша Украина»                           |
| Министр без портфеля                      |                    | Пётр Крупко           | 23 марта 2005     | 27 сентября 2005 | Беспартийный                             |
| Министр угольной промышленности           |                    | Виктор Тополов        | 18 августа 2005   | 27 сентября 2005 | «Наша Украина»                           |

Указом Президента Украины от 8 сентября 2005 года № 1234/2005 в связи с отставкой Премьер-министра Украины принята отставка всего состава Кабинета Министров Украины, членам Кабинета Министров Украины поручено исполнять свои полномочия до начала работы вновь сформированного Кабинета Министров Украины, исполнение обязанностей Премьер-министра Украины поручено Еханурову Юрию Ивановичу.

## Утверждение правительства

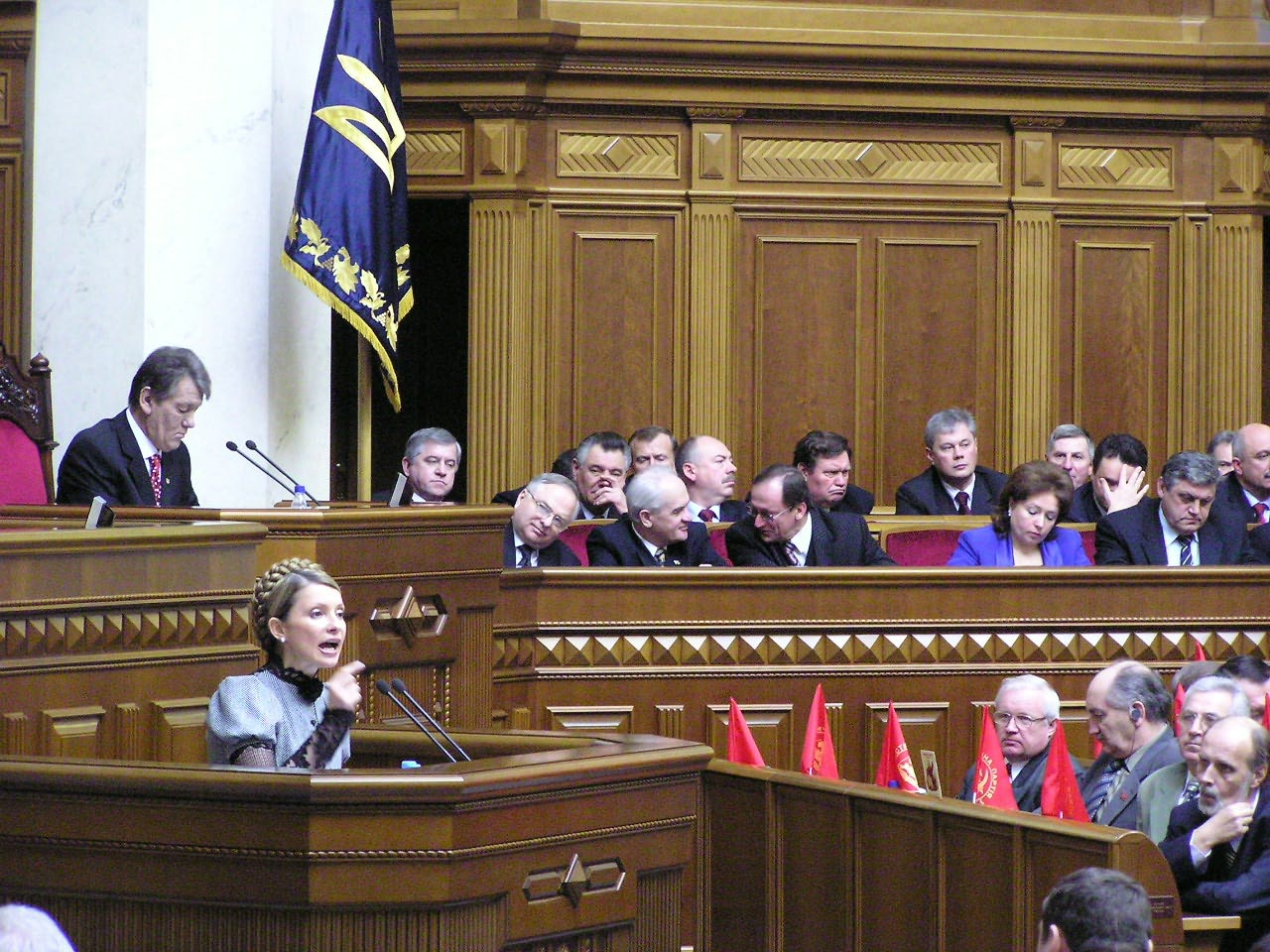
Выступление Юлии Тимошенко в Верховной Раде 4 февраля 2005 года

4 февраля 2005 года Верховная Рада Украины подавляющим большинством голосов (375 депутатов) утвердила Юлию Тимошенко новым премьер-министром страны.
В тот же день был оглашён состав кабинета министров — тринадцатого в истории независимой Украины. Кабинет министров провозгласил своей первоочередной целью интеграцию в Евросоюз. Были подписаны президентские указы о назначении новых губернаторов областей (см. Главы регионов Украины).
Назначение Юлии Тимошенко поддержали все фракции, даже новая оппозиция — социал-демократы и фракция Януковича |«Регионы Украины» — отдали Тимошенко большинство голосов. Не голосовали лишь коммунисты, которые, за исключением трёх депутатов, перед голосованием демонстративно покинули зал.
17 министерских портфелей из 21 и 15 губернаторских постов получили действующие депутаты Верховной Рады. Президент также назначил главой Службы безопасности Украины (СБУ) депутата Александра Турчинова, считающегося «правой рукой» Юлии Тимошенко. Большинство министерских портфелей досталось представителям «Нашей Украины» Виктора Ющенко, три места получили социалисты. Представлены также Блок Юлии Тимошенко и Партия промышленников и предпринимателей Украины. Сама Тимошенко сдала свой депутатский мандат и пообещала, что так же поступят все её коллеги, получившие посты в правительстве. Однако это произошло очень не скоро: проблема была в том, что многие депутаты-министры были избраны по мажоритарной системе, а на тот момент из-за приближающихся очередных выборов довыборы бы не проводились, так что «оранжевые» теряли голоса в парламенте.

### Характеристика правительства
Новое правительство — 13-е в истории независимой Украины — самое молодое по возрасту и, по-видимому, наиболее евроориентированное за всю её историю. В правительстве была введена новая должность вице-премьера по вопросам европейской интеграции, а во всех министерствах созданы департаменты евроинтеграции.
Все силовые ведомства Украины впервые в её истории возглавили гражданские министры.
При формировании правительства был нарушен изначально заявленный принцип отделения бизнеса от власти.
Люди[уточнить] с первых же дней отмечали, что этот состав правительства — не единая команда, а результат компромисса, оптимального с точки зрения тех политических сил, которые победили в «оранжевой революции». Его программа основывалась не на отраслевом, а на функциональном принципе. Юлия Тимошенко служила своего рода задающим генератором, причём из её заместителей лишь один — Анатолий Кинах — имел ранее отношение к реальному управлению экономикой, так что контроль над ключевыми отраслями формально оставался в ведении Тимошенко. Сама же Юлия Владимировна впоследствии утверждала: «От меня там мало что зависело… Я пыталась в любых обстоятельствах сдерживать развал команды и сохранить единство с Президентом… не стоило любой ценой сохранять мир и покой, соглашаясь на назначения непрофессиональных и бизнес-ангажированных министров» (укр. Архивная копия от 16 августа 2007 на Wayback Machine) и «Вы считаете, что я была у власти? Вы считаете, что я формировала правительство? … Да нет! Я была заложником этой ситуации» (укр. Архивная копия от 6 июня 2007 на Wayback Machine).

### Административная реформа
Виктор Ющенко и Юлия Тимошенко приступили к реформе системы исполнительной власти, приняв решение о ликвидации ряда государственных комитетов и передаче их функций министерствам.
При Кучме на Украине действовали 45 различных ведомств, фактически приравненных к министерствам.
12 февраля 2005 года Юлия Тимошенко сообщила о планируемой ликвидации 14 комитетов, функции которых перейдут профильным министерствам.
В частности, предстояло ликвидировать:
- госкомитет по Чернобылю
- госкомитет природных ресурсов
- госдепартамент исполнения наказаний
- госкомитет по спорту
- госкомитет по делам ветеранов
- государственную налоговую администрацию
- государственную таможенную службу
- госкомитет по вопросам развития предпринимательства.

Реализация этих планов была возложена на вице-премьера по административной реформе Романа Бессмертного.
Самые серьёзные изменения ожидали СБУ — Службу безопасности Украины. На базе СБУ было намечено создать две структуры с одним подчинением — национальную разведку и национальное бюро расследований. В ведение национального бюро расследований планировалось передать контрразведку и все вопросы, затрагивающие государственную безопасность. За реформирование СБУ отвечал Александр Турчинов.

### Отношение к деятелям прежнего режима
26 февраля 2005 года правительство Украины на внеочередном закрытом заседании отменило постановление #15-р от 19 января 2005 года, которым и. о. премьера Украины Николай Азаров предоставил бывшему президенту Леониду Кучме пожизненное денежное содержание и ряд льгот.

### Конфликты внутри украинского руководства
В конце марта — начале апреля противоречия внутри украинского руководства, между командами Юлии Тимошенко и Виктора Ющенко, перестали быть тайными и вышли на публичный уровень.

#### Порошенко
Многие на Украине были недовольны назначением Тимошенко на пост премьера. Прежде всего в этой связи называли секретаря Совета национальной безопасности и обороны Петра Порошенко, который сам изначально рассчитывал на пост премьер-министра. Именно Порошенко со стороны Украины было поручено президентом неофициально курировать двустороннюю президентскую комиссию, о создании которой договорились Ющенко и Путин в Киеве.
Уже 14 апреля глава житомирской областной организации партии Юлии Тимошенко «Батькивщина» Олег Антипов заявил, что Тимошенко сказала ему, что, вероятно, её сместят с поста главы кабинета в мае или в сентябре. Позднее её прогноз оправдался.
В апреле же, после публикаций в прессе, Тимошенко была вынуждена выступить с опровержением: «Вполне очевидно, что на Украине есть определённые круги, которые просто бредят о подобном развитии событий. Однако их мечты не имеют никакого шанса на воплощение». Виктор Ющенко также опроверг информацию о возможности отставки премьер-министра Юлии Тимошенко. «Это просто глупости, — сказал Ющенко. — Юлия Владимировна будет долго работать и жить будет долго. Не дай бог, чтобы там были какие-то подозрения».
Ещё 29 марта Виктор Ющенко публично признал, что в его команде существует конфликт между Юлией Тимошенко и Петром Порошенко и что он «пытается эти разногласия уладить». В Киеве считали, что борьба в первую очередь идёт за право влияния на президента.
Ющенко признался, что иногда опасается «специфической позиции» премьера, а потому даёт все больше полномочий Порошенко — так, например, по мысли Ющенко, Совет национальной безопасности и обороны должен стать «единственным местом, где будут приниматься все стратегические решения».
Сама Юлия Тимошенко признавала, что все утверждения сотрудников Кабинета министров проходят лишь после согласования их кандидатур с Порошенко.

#### Ющенко
В очередной раз отношения внутри украинского руководства подверглись тяжёлым испытаниям в связи с острейшим топливным кризисом, охватившим Украину в апреле — мае 2005 года и потребовавшим личного вмешательства президента Ющенко, обвинившего в эскалации бензинового кризиса собственное правительство, работа которого «не отвечала принципам рыночной экономики».
Публичный конфликт Виктора Ющенко и Юлии Тимошенко привёл к тому, что президент фактически предложил Тимошенко подать в отставку «и идти вместе с оппозицией дудеть в дудки и стучать в барабаны».
Ющенко обвинил правительство и в серьёзном отставании от графика, который обеспечил бы Украине вступление в ВТО уже в 2005 году. По его мнению, Тимошенко ввела слишком много ограничений в нескольких отраслях украинской экономики, что создало новые препятствия на пути вступления в ВТО.
Хотя Тимошенко приняла критику президента и пообещала выполнить его указания, она, тем не менее, объявила о том, что Служба безопасности Украины по её поручению расследует причины бензинового кризиса и назовёт его организаторов «за пределами Украины и внутри страны». Службу безопасности возглавлял Александр Турчинов, ближайший соратник Тимошенко по партии «Батькивщина».

#### Анатолий Кинах
В середине мая в конфликт с премьером вступил её первый заместитель Анатолий Кинах (считавшийся человеком, приближённым к Петру Порошенко).
Поводом для конфликта стал так называемый «список Кинаха» — перечень предприятий, приватизация которых должна быть пересмотрена. Первый вице-премьер подготовил этот список по поручению Виктора Ющенко без консультаций с премьером. Юлия Тимошенко, в свою очередь, являлась противником «списочной реприватизации» и выступала за принятие закона о реприватизации с фиксированными критериями.
Кинах в ответ обвинил Тимошенко в популизме, выразившемся в замораживании цен на нефтепродукты и мясо.

### Экономическая деятельность правительства

#### Попытка пересмотра итогов приватизации
8 февраля 2005 года правительство отозвало из Верховной Рады проект государственной программы приватизации на 2005 год. Кроме того, правительство обратилось в Генеральную прокуратуру с поручением до 14 февраля проанализировать законность приватизации каждого объекта, отданного в частную собственность.
12 февраля правительство отменило постановление предыдущего кабинета министров о порядке приватизации компании «Криворожсталь».
В июне 2004 года комбинат достался консорциуму «Инвестиционно-металлургический союз», образованному донецкой System Capital Management Рината Ахметова и «Интерпайпом» Виктора Пинчука. Остальные крупные участники не были допущены к торгам. Конкурс сопровождался громким международным скандалом — Фонд госимущества Украины ввёл в конкурс дополнительное условие, лишившее всех зарубежных участников возможности участвовать в приватизации. В результате при стартовой цене $714,3 млн ИМС купил предприятие за $800 млн. На президентских выборах 2004 Ринат Ахметов поддерживал противника Виктора Ющенко — Виктора Януковича, а Виктор Пинчук — зять Леонида Кучмы.
Отмена итогов приватизации «Криворожстали» была одним из пунктов предвыборной программы Виктора Ющенко.
10 февраля 2005 года глава специальной комиссии Верховной Рады по приватизации Валентина Семенюк (Социалистическая партия Украины) объявила, что намерена оспорить в судах законность продажи ещё пяти предприятий:
- горнорудный холдинг «Укррудпром» (находится под контролем Рината Ахметова, Виктора Пинчука, украинских групп «Приват» и «Смарт-груп»),
- Никопольский завод ферросплавов (контролируется Виктором Пинчуком и занимает 11,5 % мирового рынка ферросплавов),
- Черноморский судостроительный завод,
- Николаевский глинозёмный завод (97,5 % акций контролируют предприятия российской группы «Базовый элемент»)
- Запорожский алюминиевый завод (68 % акций принадлежат компании «Авто-ВАЗ-Инвест»).

16 февраля Юлия Тимошенко выступила с заявлением о масштабах предстоящего пересмотра итогов приватизации в стране. Вступив в противоречие с Виктором Ющенко, который говорил за день до этого о «нескольких десятках» предприятий, она заявила, что речь идёт о судебном возвращении в руки государства трёх тысяч предприятий, «незаконно приватизированных» за последние пять лет.
По мнению экспертов, это заявление следовало расценивать как политическое, а не экономическое, и целью его было устрашение тех, кто будет сопротивляться реформам либо финансировать радикальную оппозицию. На практике, однако, столь массовую реприватизацию осуществить было невозможно. Последующие события доказали их правоту. Заявление Тимошенко вызвало бурную реакцию как на Украине, так и за рубежом. В результате она была вынуждена внести коррективы, заявив, что ни о какой «реприватизации» речи быть не может.
Тем не менее 7 апреля Верховная Рада по представлению Виктора Ющенко назначила главой Фонда государственного имущества Валентину Семенюк — одну из активистов Социалистической партии Украины Александра Мороза. Причём если сам Александр Мороз считается вполне прагматичной фигурой, способной достигать разумных компромиссов, то Семенюк, наоборот, стремится проявить себя в качестве леворадикального политика. Она зарекомендовала себя ярым борцом с «преступной приватизацией». Семенюк не только подтвердила намерение провести кампанию по деприватизации, но и выразила сомнения в необходимости передавать в частные руки предприятия в стратегических отраслях экономики.
После длительных дискуссий 16 июня президент Украины Виктор Ющенко, председатель Верховной Рады Владимир Литвин и Юлия Тимошенко подписали меморандум о гарантиях прав собственности и обеспечения законности при их реализации. После подписания документа Виктор Ющенко заявил, что «украинская власть поставила точку в дискуссии по проблемным вопросам приватизации». Реприватизации не будет, поскольку в бюджете на это нет средств.

#### ТЭК

##### Нефть и нефтепродукты
16 февраля правительство приняло постановление о запрете реэкспорта нефти, якобы осуществляемого с территории Украины российскими компаниями. Это решение сразу же вызвало конфликт внутри правительства (министр юстиции Украины Роман Зварич, отказавшийся поддержать эту инициативу, подал прошение об отставке) и заставило вмешаться президента Ющенко.
С 1 марта был введён 20 % НДС на импорт российской нефти, принимаемый к оплате лишь деньгами. При этом постановление о запрете на реэкспорт нефти с территории Украины было отменено лишь 13 апреля.
Нововведения на украинском нефтяном рынке были восприняты многими экспертами как диктат по отношению к работающим на Украине российским нефтяным компаниям.
В апреле — мае в связи с ростом цен на нефтепродукты Юлия Тимошенко попыталась применить меры административного давления на российские нефтяные компании, контролирующие основной объём внутреннего рынка нефтепродуктов, и ввести государственное регулирование цен, что обернулось жестоким топливным кризисом и привело к личному вмешательству президента Виктора Ющенко.
С января 2005 года, по договорённости, достигнутой между Россией и Украиной при прежнем правительстве, Россия прекратила взимать НДС с поставок нефти на украинские НПЗ. В то же время Россия, частично компенсируя потери своего бюджета, ввела экспортные пошлины. А нефтяные компании, в свою очередь, вынуждены были повысить цены на нефтепродукты на украинском рынке, чтобы не снижать рентабельность производства. Цены на АЗС республики достигли российского уровня — 60 центов за литр.
В апреле 2005 года украинское правительство предложило российским нефтяным компаниям, владеющим украинскими нефтеперерабатывающими заводами — Лукойлу, ТНК-ВР и «Татнефти» — добровольно снизить рентабельность производства, чтобы сохранить стабильность цен на рынке нефтепродуктов. Под давлением со стороны Юлии Тимошенко Лукойл и ТНК-ВР согласились заморозить цены на определённый период, однако уже в мае это привело к острому топливному кризису на Украине, поскольку нефтеперерабатывающие заводы отказались работать в убыток себе.
Юлия Тимошенко обвинила российских нефтяников в картельном сговоре, указав, что дефицит нефтепродуктов на украинском рынке создан искусственно. Споря с утверждением о том, что дефицит топлива связан с административным регулированием ценообразования, глава правительства назвала такой шаг вынужденным.
Юлия Тимошенко заявила о намерении довести до конца свою борьбу с российскими нефтяными компаниями. По её словам, правительство разработало меры, которые позволят кардинально изменить ситуацию на рынке и снять зависимость Украины от российской нефти:
- создание новой сети государственных АЗС
- строительство в припортовой зоне Одессы НПЗ, ориентированного на нероссийскую нефть
- значительное увеличение объёмов импорта нефтепродуктов.

Ситуация, однако, потребовала личного вмешательства президента Ющенко, подписавшего во второй половине мая указ об отмене государственного регулирования цен на топливо. Ответственность за кризис президент полностью возложил на кабинет министров Украины, признав, что действия правительства не соответствовали принципам рыночной экономики.
Для разрешения кризиса Ющенко поручил правительству разработать законопроект об установлении нулевой ставки НДС на операции по транзиту нефти через территорию Украины; оптимизировать тарифы на транспортировку и транзит через территорию Украины нефти и нефтепродуктов; в течение месяца решить вопрос создания вертикально интегрированной схемы управления корпоративными правами, которые принадлежат государству в уставных фондах нефтяных и нефтеперерабатывающих компаний. Планируется, что национальная вертикально-интегрированная нефтяная компания Украины на базе ОАО «Укрнафта» будет контролировать 40-50 % розничного рынка нефтепродуктов.
Пытаясь решить возникшую топливную проблему путём импортных закупок нефтепродуктов, Верховная Рада по просьбе правительства снизила ставку акцизного сбора и отменила ввозную пошлину на высокооктановые виды бензина и на дизельное топливо.
См. также Экономика Украины.

##### Газ
4 марта был освобождён от должности первый заместитель министра топлива и энергетики Украины и председатель правления НАК «Нафтогаз Украины» Юрий Бойко, которого сменил председатель Конгресса украинских националистов Алексей Ивченко.
Ивченко предстояло решить две задачи, которые потенциально могли ухудшить отношения Украины с Россией:
- прекратить реверсивное движение российской нефти по нефтепроводу Одесса-Броды в Одессу — по мнению новых украинских властей, нефтепровод должен прокачивать казахскую нефть в направлении из Одессы в Броды, где нефтепровод соединяется с трубопроводом «Дружба»;
- существенно изменить условия деятельности российско-украинского газотранспортного консорциума — или ликвидировать его.

Летом 2004 года, при президенте Кучме, между «Газпромом» и «Нафтогазом» были достигнуты договорённости о создании Международного консорциума по созданию и развитию газотранспортной системы Украины с уставным капиталом $35 млн, который должен был стать оператором поставок российского и среднеазиатского газа в Европу по территории Украины. «Газпром» перечислил свою долю ($17 млн), а весной 2005 года были готовы все регистрационные документы. Однако новые власти Украины сочли нецелесообразным передачу в собственность российской компании доли магистральных газопроводов республики.

### Сорванный визит в Россию
4 апреля 2005 года, в то время как президент Виктор Ющенко отбыл с визитом в США, Юлия Тимошенко неожиданно объявила о полученном приглашении посетить с рабочим визитом Россию, где она была намерена встретиться с президентом РФ Владимиром Путиным, премьер-министром Михаилом Фрадковым, а также с представителями Российского союза промышленников и предпринимателей.
Юлия Тимошенко и Владимир Путин лично познакомились 19 марта во время визита Путина в Киев. Их переговоры прошли успешно, и Юлия Тимошенко заявила, что никаких нерешаемых проблем между Украиной и Россией нет. Она заверила гостя в своей готовности поддержать все обсуждавшиеся в момент визита российские инициативы, в том числе вопрос создания Единого экономического пространства. С тех пор вопрос о существующих в России уголовных делах против Тимошенко в Киеве считали неактуальным.
В качестве согласованных сроков визита назывались 14-15 апреля. Но 13 апреля стало известно, что визит откладывается.
Этому предшествовало заявление генерального прокурора Устинова (11 апреля), что дело в отношении Тимошенко не прекращено: «Она по-прежнему находится в розыске». Правда, он тут же добавил, что визит «будет осуществлён в соответствии с протоколом и международными нормами». Как заявил министр экономики Украины Сергей Терехин, заявление Устинова стало «единственной и главной причиной» того, что визит не состоится: «Когда перед первым визитом премьера в Россию делаются такие заявления прокурора — это международный скандал».
В конце января 2005, спустя два дня после назначения Тимошенко и. о. премьера, Устинов заявил, что в случае приезда в Россию она будет арестована. Однако 15 февраля, после того как Верховная Рада утвердила Тимошенко в должности, генеральный прокурор объявил, что «не будет никаких проблем, если она захочет приехать в Москву». Но уголовное дело закрыто не было. «Возможность приезда Тимошенко и продолжение расследования уголовного дела в её отношении никак между собой не связаны, расследование будет продолжаться», — отметил тогда Устинов. Это, правда, не помешало президенту Путину встретиться с Тимошенко в конце марта в ходе своего визита в Киев.
В качестве официальной версии украинская сторона сообщила, что визит перенесён по указанию президента Украины Виктора Ющенко, который якобы 13 апреля запретил командировки ответственных членов правительства за границу «в связи с необходимостью организации проведения в сжатые сроки большого объёма весенне-полевых работ, а также безотлагательного решения проблем на рынке нефтепродуктов».
Более внятного ответа на вопрос о причинах переноса визита так и не было получено. Однако 20 апреля было объявлено, что Москву вместо Тимошенко посетит секретарь Совета национальной безопасности и обороны Украины (СНБОУ) Пётр Порошенко.
В конце концов Юлия Тимошенко посетила Россию лишь после ухода с поста премьер-министра, в сентябре 2005 года. В Москве она встретилась с представителями Генпрокуратуры, ответила на их вопросы и, по словам Тимошенко, все обвинения против неё были сняты.